# Йохан VI (Верле)
Йохан VI фон Верле (на немски: Johann VI, Herr zu Werle-Waren, Goldberg; * сл. 1341; † сл. 16 октомври 1385/1395) е от 1382 до 1385/1395 г. господар на Верле-Голдберг и Варен.
Той е син на Бернхард II фон Верле († 1382) и съпругата му Елизабет фон Холщайн-Пльон († 1391/1410), дъщеря на граф Йохан III фон Холщайн-Пльон-Кил († 1359) и Катарина от Силезия-Глогау († 1327).
Йохан VI фон Верле управлява господството Верле-Голдберг и Варен първо заедно с баща си и сам след неговата смърт през 1382 г.

## Фамилия
Йохан VI фон Верле се жени за Агнес фон Верле († 1402), дъщеря на Николаус IV фон Верле († 1354) и съпругата му Агнес фон Линдов-Рупин († сл. 1361), дъщеря на граф Улрих II фон Линдов-Рупин († 1356) и принцеса Агнес фон Анхалт-Цербст († 1352). Те имат децата:
- Николаус V († сл. 21 януари 1408), господар на Верле-Варен, Голдберг, женен сл. 7 април 1398 г. за София Померанска-Волгаст († пр. 21 август 1408), вдовица на херцог Ерих I фон Мекленбург, дъщеря на померанския херцог Богислав VI; имат една дъщеря
- Кристоф V († 25 август 1425, убит в битка при Рьобел), господар на Верле-Варен, Голдберг
- Агнес фон Верле († сл. 20 октомври 1449), монахиня в Малхов
- Мирислава фон Верле († сл. 28 ноември 1436), монахиня в Кведлинбург